# Martín García (pintor)
Martín García (?, ? - Zaragoza, c. 1545) fue un pintor español con taller en Zaragoza, uno de los principales exponentes de la primera pintura renacentista aragonesa.

## Vida
La fecha y el lugar de nacimiento de Martín García son desconocidos. Se sabe que se casó en Zaragoza con Catalina de Pintano en 1493, que debió fallecer, ya que en 1522 se casó de nuevo, con Catalina Vallés.
Se debió formar con los últimos maestros góticos, lo que se deja ver en toda su producción. Es estilo fue evolucionando, influenciado por el Renacimiento alemán, más que por el italiano, que solo se deja ver en los fondos arquitectónicos. Las primeras noticias de su taller en Zaragoza son de 1509, taller que mantendría en la ciudad hasta su muerte hacia 1545. Fue un pintor tan activo que se llegó a creer que eran dos con el mismo nombre. A partir de 1537 disminuyó su actividad, posiblemente por su avanzada edad y la llegada de nuevos pintores más acordes a los nuevos gustos. En 1541 fue nombrado veedor de la Cofradía de Pintores de Zaragoza, para vigilar el cumplimiento de las regulaciones de la cofradía.
Se cuenta entre los intelectuales que se reunían en torno al editor Pablo Hurus, entre los que estaban Gauberte Fabricio de Vagad, Gonzalo García de Santa María, Andrés de Li, Martín Martínez de Ampiés y Antonio Geraldini, este último, entre otras figuras italianas.
La fecha exacta de fallecimiento tampoco es conocida, dando la Gran Enciclopedia Aragonesa la fecha aproximada de 1545, mientras que la base de datos de la Fundación Getty da 1556 como año de fallecimiento, tomando como referencia los datos de la Frick Art Reference Library.

## Obra
Martín García fue uno de los artistas más solicitados e importantes de principios del siglo XVI en Aragón, como da fe la cantidad de obras en las que participó. Se han documentado más de dieciséis obras de García, en su mayoría retablos aragoneses, aunque solo se han conservado tres.
Para mantener esa producción, a menudo colaboraba con otros pintores. Así en 1509 colaboró en el retablo del convento Predicadores de Zaragoza con Enrique de Orliéns. En 1521 se asociaba por ocho años con Antonio y Pedro de Aniano. En 1530 colaboró en un retablo para La Almolda con Martín Pérez de Novillas; en 1532 en un retablo de Caspe con Juan de Lumbierre; en 1537 en el retablo mayor de la iglesia de Sallent de Gállego con Antón de Plasencia.
Pero quizás su colaborador más importante no fuera un pintor, sino el imaginero Juan de Moreto, con el que comenzó a trabajar en 1530. La colaboración se mantendría durante diez años a pesar de que no existiese un contrato que vinculase jurídicamente a ambos, como el que tuvo con los hermanos Aniano, sino que se trataba de contrataciones conjuntas en las que colaboraban en la realización de un retablo. Moreto y García colaborarían en los siguientes retablos: retablo de la capilla de Santa Ana en La Almolda (1930); retablo mayor de Novillas (1534); retablo mayor de Híjar (1534); retablo mayor de Sallent de Gállego (1537); retablos de San Benito y San Bernardo en el monasterio de Trasobares (1539); retablo mayor de Fresneda (1539); retablo mayor de La Almolda (1541); además de un busto de Santa Ana para Tauste en 1539.
Las tres principales obras de García que se han conservado son el retablo mayor de la iglesia de San Martín en Uncastillo, de 1520; las tablas de la capilla de San Agustín de La Seo de Zaragoza, de 1521, en colaboración con Antonio de Aniano; y el retablo mayor de Sallent, de 1537. Las tres obras fueron realizadas en colaboración con otros artistas y con su taller. Son obras que muestran su estilo tardío,  representativas de una etapa avanzada de su carrera. También se conservan las pinturas del tabernáculo del retablo mayor de la iglesia de San Pablo de Zaragoza, realizado por Damián Forment, y el retablo de la Virgen de la Rosa (1529)  perteneciente a la  familia Cornel, actualmente en la iglesia Prioral del Castillo de Aracena (Huelva).